# Morti nel 1358
| Questa pagina contiene informazioni ricavate automaticamente dalle voci biografiche con l'ausilio del template Bio e di un bot. L'aggiornamento è periodico e automatico e ricostruisce completamente la pagina. Se manca una persona in questa lista, sei pregato di non aggiungerla, ma accertati piuttosto che la sua voce biografica contenga il template Bio e che i dati anagrafici siano correttamente compilati. Se il template Bio manca, inseriscilo tu stesso o, in alternativa, metti l'avviso {{tmp\|Bio}} che ne segnala la mancanza. Se i dati riportati sono sbagliati, correggi direttamente la voce biografica; le modifiche saranno visibili in questa lista entro pochi giorni. Per chiarimenti vedi il progetto biografie. La lista contiene solo le 18 persone che sono citate nell'enciclopedia e per le quali è stato implementato correttamente il template Bio. Pagina aggiornata al 10 giu 2025. |

- 6 gennaio - Gertrude van der Oosten, religiosa e mistica olandese
- 10 gennaio - Abu 'Inan Faris, sultano berbero (n. 1329)
- 15 marzo - Bernardo Tricardo, vescovo cattolico italiano
- 6 aprile - Raniero Arsendi, giurista italiano (n. 1290)
- 29 maggio - Fadrique Alfonso de Castilla, nobile spagnolo (n. 1334)
- 7 giugno - Ashikaga Takauji, militare giapponese (n. 1305)
- 12 giugno - Giovanni d'Aragona, principe (n. 1330)
- 7 luglio - Isacco Bindi, vescovo cattolico italiano
- 30 luglio - Nicola di Lussemburgo, patriarca cattolico tedesco (n. 1322)
- 31 luglio - Étienne Marcel, politico francese (n. 1315)
- 16 agosto - Alberto II lo Sciancato, nobile austriaco (n. 1298)
- 22 agosto - Isabella di Francia, regina
- 3 ottobre - Mahaut di Châtillon, nobildonna francese (n. 1293)
- Isabella Bruce, nobile scozzese
- Casimiro I di Teschen, nobile polacco
- Karijotas, nobile lituano (n. 1300)
- Guglielma Pallavicini, marchesa
- Gregorio da Rimini, filosofo e teologo italiano (n. 1300)